# Теймурян, Сержик
Сержик Теймурян (перс. سرژیک تیموریان‎; 29 мая 1974, Тегеран — 29 августа 2020, Тегеран) — иранский футболист армянского происхождения, опорный полузащитник. Старший брат и агент Андраника Теймуряна.

## Карьера
Воспитанник тегеранского «Арарата» и академии клуба «Эстегляль». Провёл три сезона в молодёжной команде «Эстегляля». Летом 1998 года присоединился к немецкому клубу второй бундеслиги «Майнц 05», за который сыграл лишь шесть матчей в чемпионате. По окончании сезона 1999/2000 покинул команду.

## Смерть
12 июля 2020 года Теймурян попал в автокатастрофу на мотоцикле, после чего впал в кому. 29 августа 2020 года умер в возрасте 46 лет.

## Достижения
- Победитель Лиги Азадеган: 1998/99
- Обладатель Кубка Хазфи: 1995/96